# Iso Velikanović
Isidor "Iso" Velikanović (Šid, 29. ožujka 1869. – Zagreb 21. kolovoza 1940.), hrvatski prevoditelj, komediograf, satiričar, pisac humorističnih novela i crtica. Prevodio je sa španjolskog ("Don Quijote"), francuskog i ruskog (npr. "Uskrsnuće" L. N. Tolstoja, "Djetinjstvo" i "Djelo Artamonovih" Maksima Gorkog) jezika. Rodom je bio šokački Hrvat.

## Životopis
Studirao je medicinu i filozofiju u Beču, ali nije diplomirao. Odlazi potom raditi u Srijemsku Mitrovicu, u kojoj ostaje do 1914. U Srijemskoj Mitrovici je izdavao humoristično-satirični list Knut.

Od ratne 1914. odlazi živjeti u Zagreb.

## Djela
Iza sebe je ostavio opus od humorističnih djela. Stilski je njegov humor podsjećao na ruskog književnika Gogolja, a u djelima je prikazivao "malovaroški" život. 
Preveo je više od 300 djela iz ruske, njemačke, engleske, španjolske, francuske, češke i poljske književnosti. Osobito je na glasu njegov prijevod Cervantesova Don Quijotea.
Priredio je izdanja sabranih djela hrvatskih pisaca Augusta Šenoe, Ksavera Šandora Gjalskoga, Josipa Kozarca, Eugena Kumičića i Josipa Eugena Tomića.
Popis djela (nepotpun):
- Otmica
- Knez od Lidije
- Posvatovci, komedija
- Tulumović udaje kćer, komedija

## Počasti i priznanja
Njemu u čast, Ministarstvo kulture RH 2005. ustanovilo je nagradu "Iso Velikanović".

## Vanjske poveznice
- Fokus[neaktivna poveznica] Iso Velikanović i vinkovačka kazališna tradicija